# توما پاری
توما پاری (به فرانسوی: Thomas Paris) نویسنده قرن بیستم میلادی اهل فرانسه است.